# Watsons
Watsons ( кит.: 屈臣氏) — гонконгська мережа магазинів товарів для здоров’я та краси в Азії та Європі. Це флагманський бренд здоров'я та краси AS Watson Group.
Мережа налічує близько 8000 магазинів та 1500 аптек на 15 ринках Азії та Європи, що включають Гонконг, Індонезію, Макао, Китай, Малайзію, Філіппіни, Сінгапур, Тайвань, Таїланд, В’єтнам, Туреччину, Україну, Об’єднані Арабські Емірати, Королівство Саудівська Аравія та Катар.   